# Rolf Gölz
Rolf Gölz est un coureur cycliste allemand, né le 30 septembre 1962 à Bad Schussenried (Bade-Wurtemberg).
En 1983, il gagne le titre de champion du monde du poursuite par équipes amateurs. Il devient professionnel en 1985 et le reste jusqu'en 1993.

## Palmarès sur route

### Palmarès amateur
- 1982
  -  Champion d'Allemagne du contre-la-montre par équipes amateurs
  - 2e du championnat d'Allemagne sur route amateurs
- 1983
  -  Champion d'Allemagne du contre-la-montre par équipes amateurs
  - Tour du Limbourg amateurs
    - Classement général
    - 3eb étape (contre-la-montre)
- 1984
  - 2e du Tour de Hesse
  - 2e du Tour de Düren

### Palmarès professionnel
| - 1985 - Champion d'Allemagne sur route - Tour d'Andalousie - Classement général - 2e, 4e et 5eb (contre-la-montre) étapes - Florence-Pistoia - 3e du Grand Prix de Francfort - 1986 - Tour de Campanie - 3e du Coca-Cola Trophy - 3e de Florence-Pistoia - 8e de la Flèche wallonne - 1987 - Classement général du Tour d'Andalousie - Tour du Haut-Var - Classement général - 1re et 2e étapes - 2e étape du Tour du Pays basque - Championnat de Zurich - 3e et 5e étapes du Grand Prix du Midi libre - 15e étape du Tour de France - 2e du Coca-Cola Trophy - 2e du Tour du Pays basque - 3e de la Flèche wallonne - 3e du Trophée Baracchi (avec Czesław Lang) - 4e du championnat du monde sur route - 6e du Circuit Het Volk - 1988 - 1re étape du Tour de la Communauté valencienne - 2e étape du Tour du Pays basque - Flèche wallonne - Tour des Asturies - Classement général - 1re et 5e étapes - Deutsche Weinstrasse - 8e étape du Tour de France - 1re étape de la Schwanenbrau Cup - Paris-Bruxelles - Classement général du Tour d'Irlande - Milan-Turin - Tour du Piémont - 2e du Grand Prix Eddy Merckx - 2e de Florence-Pistoia - 3e de la Flèche brabançonne - 5e du classement FICP - 9e de Milan-San Remo - 10e de l'Amstel Gold Race | - 1989 - 4e et 5e étapes du Tour de la Communauté valencienne - 5e étape de Tirreno-Adriatico - 1re étape du Tour d'Aragon - Milan-Turin - 2e de Tirreno-Adriatico - 2e du Grand Prix de Baden-Baden (avec Tom Cordes) - 3e du Championnat de Zurich - 8e du Tour de Lombardie - 1990 - 2e étape du Tour du Pays basque - 1re étape du Critérium du Dauphiné libéré - 2e étape du Tour des vallées minières - 1re étape du Tour de la CEE - Trophée Baracchi (avec Tom Cordes) - 2e de Milan-San Remo - 2e du Tour du Pays basque - 3e du Tour de la Communauté valencienne - 1991 - 2e étape du Tour de France (contre-la-montre par équipes) - 2e de la Wincanton Classic - 4e du Tour des Flandres - 1992 - Tour méditerranéen : - Classement général - 1re et 5e étapes - Grand Prix Winterthur - 6e de Paris-Nice |  |

## Résultats sur les grands tours

### Tour de France
5 participations
- 1987 : 49e, vainqueur de la 15e étape
- 1988 : 91e, vainqueur de la 8e étape
- 1989 : abandon (17e étape)
- 1991 : 79e, vainqueur de la 2e étape  (contre-la-montre par équipes)
- 1992 : disqualifié (13e étape) pour s'être accroché à une voiture

## Palmarès sur piste

### Jeux olympiques
- Los Angeles 1984
  -  Médaillé d'argent de la poursuite
  -  Médaillé de bronze de la poursuite par équipes

### Championnats du monde amateurs
- Leicester 1982
  -  Médaillé d'argent de la poursuite amateurs
- Zurich 1983
  -  Champion du monde de poursuite par équipes (avec Gerhard Strittmatter, Michael Marx et Roland Günther)
  - 7e de la poursuite amateurs

### Championnats nationaux
- Champion d'Allemagne de poursuite amateurs : 1981 et 1983
- Champion d'Allemagne de poursuite par équipes amateurs : 1984 (avec Christian Goldschagg, Matthias Lange et Michael Marx)

## Distinctions
- Cycliste allemand de l'année : 1984